# Европейский комиссар по вопросам конкуренции
Европейский комиссар по вопросам конкуренции (англ. European Commissioner for Competition) — должность в Европейской комиссии, ответственная за конкуренцию в странах Европейского союза. Им 1 ноября 2014 года была назначена Маргрете Вестагер в комиссии Юнкера и первой комиссии фон дер Ляйен.

## Предыдущие комиссары

### Хоакин Альмуния
Европейским комиссаром по вопросам конкуренции, а также вице-председателем Европейской комиссии 9 февраля 2010 года был назначен Хоакин Альмуния, в первой комиссии Баррозу занимавший пост европейского комиссара по вопросам экономики и денежной политики.

## Состав портфеля
В соответствии с мандатом в область ответственности комиссара входят:
- приведение в исполнение правил конкуренции для эффективного функционирования внутреннего рынка;
- принуждение к следованию правилам конкуренции при слияниях и поглощениях, субсидировании (в том числе в области транспорта и энергетики);
- развитие рыночного мониторинга;
- продвижение соблюдения антимонопольного законодательства и международной кооперации с антимонопольными органами за пределами ЕС.

В распоряжении комиссара по вопросам конкуренции при Еврокомиссии действует Генеральный директорат по вопросам конкуренции, содействующий ему в выполнении своих обязанностей.

## Список комиссаров
|    | Имя                 | Страна         | Период                        | Комиссия                                               |
| -- | ------------------- | -------------- | ----------------------------- | ------------------------------------------------------ |
| 1  | Ханс фон дер Грёбен | ФРГ            | 1958—1967                     | Комиссия Хальштейна                                    |
| 2  | Ман Сассен          | Нидерланды     | 1967—1971                     | Комиссия Рея                                           |
| 3  | Альбер Боршетте     | Люксембург     | 1971—1972 1972—1973 1973—1976 | Комиссия Мальфатти Комиссия Мансхольта Комиссия Ортоли |
| 4  | Раймон Вуэль        | Люксембург     | 1976—1981                     | Комиссия Дженкинса                                     |
| 5  | Франс Андриссен     | Нидерланды     | 1981—1985                     | Комиссия Торна                                         |
| 6  | Питер Сазерленд     | Ирландия       | 1985—1989                     | Первая комиссия Делора                                 |
| 7  | Леон Бриттен        | Великобритания | 1989—1993                     | Вторая комиссия Делора                                 |
| 8  | Карель Ван Мирт     | Бельгия        | 1993—1994 1995—1999           | Третья комиссия Делора Комиссия Сантера                |
| 9  | Марио Монти         | Италия         | 1999—2004                     | Комиссия Проди                                         |
| 10 | Нели Крус           | Нидерланды     | 2004—2010                     | Первая комиссия Баррозу                                |
| 11 | Хоакин Альмуния     | Испания        | 2010—2014                     | Вторая комиссия Баррозу                                |
| 12 | Маргарете Вестагер  | Дания          | с 2014-го                     | Комиссия ЮнкераПервая комиссия фон дер Ляйен           |